# Eumesogrammus
Eumesogrammus is een monotypisch geslacht van straalvinnige vissen uit de familie van stekelruggen (Stichaeidae). Het geslacht is voor het eerst wetenschappelijk beschreven in 1864 door Gill.

## Soort
- Eumesogrammus praecisus (Krøyer, 1836)